# Cezar Popescu
Pour les articles homonymes, voir Popescu.
Pas d'image ? Cliquez ici

a Compétitions nationales et continentales officielles uniquement.

b Matchs officiels uniquement.
Dernière mise à jour le 18 septembre 2018.
Cezar Popescu, né le 29 décembre 1976 à Bucarest (Roumanie), est un joueur de rugby à XV, qui joue avec l'équipe de Roumanie. Il occupe le poste de pilier (1,88 m pour 120 kg).

## Biographie
Il a eu sa première cape internationale le 4 octobre 1997 à l’occasion d’un match contre l'équipe de Belgique.

## Carrière
- Steaua Bucarest ?-2003
- Tarbes Pyrénées 2003-2005
- SU Agen 2005-2008
- RC Chalon 2008-2009
- Saint-Médard RC 2009-2010
- AS Mâcon 2010-2016

## Statistiques en équipe nationale
- 49 sélections
- 6 essais (30 points)
- Sélections par année : 1 en 1997, 7 en 2003, 7 en 2004, 4 en 2005, 7 en 2006, 8 en 2007, 3 en 2009, 9 en 2010 et 3 en 2011.
- Coupe du monde :
  - 2003 : 4 sélections
  - 2007 : 2 sélections